# Lophostethus dumolinii
Lophostethus dumolinii là một loài bướm đêm thuộc họ Sphingidae. Nó được tìm thấy ở phần lớn môi trường sống, trừ sa mạc và núi cao khắp vùng Ethiopia, bao gồm Madagascar và mũi ở Nam Phi.
Chiều dài cánh trước là 55–70 mm đối với con đực và 70–75 mm đối với con cái. 

## Phụ loài
- - Lophostethus dumolinii dumolinii
  - Lophostethus dumolinii carteri - Rothschild, 1894 (phía tây châu Phi)
  - Lophostethus dumolinii congoicum - Clark, 1937 (Congo, Uganda)